# Oporinia bellieri
Oporinia bellieri är en fjärilsart som beskrevs av Culot 1919. Oporinia bellieri ingår i släktet Oporinia och familjen mätare. Inga underarter finns listade i Catalogue of Life.